# 강태웅
강태웅(姜泰雄, 1963년 8월 29일~)은 대한민국의 공무원 출신 정치인이다.
전라북도 군산에서 출생한 그는 제33회 행정고시에 합격하고 서울특별시 행정1부시장을 역임하였다. 2020년 1월 15일 공직을 은퇴하고, 2020년 1월 22일 더불어민주당에 입당했다.

## 학력
- 용산중학교 졸업
- 용산고등학교 졸업
- 서울대학교 인문대학 독어독문학 학사
- 서울대학교 행정대학원 행정학 석사
- 미국 오리건대학교 행정학 석사
- 서울시립대학교 대학원 행정학 박사

## 경력
- 1989: 제33회 행정고시 합격
- 2007.02 ~ 2008.02: 서울특별시청 언론담당관
- 2008.02 ~ 2009.01: 서울특별시청 행정과장
- 2009.01 ~ 2010.08: 서울특별시청 기획담당관
- 2010.08 ~ 2011.06: 서울특별시청 가족보건기획관
- 2011.06 ~ 2014.03: 서울특별시청 정책기획관
- 2014.03 ~ 2015.07: 서울특별시청 관광정책관
- 2015.07 ~ 2017.01: 서울특별시청 행정국장
- 2017.01 ~ 2018.01: 서울특별시청 대변인
- 2018.01 ~ 2018.07: 서울특별시청 경제진흥본부장
- 2018.07 ~ 2019.05: 서울특별시청 기획조정실장
- 2019.05 ~ 2020.01: 서울특별시 행정1부시장
- 2020.01 ~ : 더불어민주당 입당
- 2020.05 ~ : 더불어민주당 서울특별시당 용산구 지역위원회 위원장
- 2024.10 ~ : 더불어민주당 서울특별시당 상임부위원장

## 역대 선거 결과
|  | 47.14% |

|  | 47.02% |

## 소속 정당
| 소속 정당 | 소속 정당    | 소속 기간 | 비고      |
| --------- | ------------ | --------- | --------- |
|           | 더불어민주당 | 2020~현재 | 정계 입문 |